# Liste der Nummer-eins-Hits in Australien (1961)
Diese Liste enthält alle Nummer-eins-Hits in Australien im Jahr 1961. Es gab in diesem Jahr 16 Nummer-eins-Singles.
| Singles |
| --- |
| - Elvis Presley – Are You Lonesome Tonight? / I Gotta Know - 6 Wochen (24. Dezember 1960 – 3. Februar 1961) - Bert Kaempfert and His Orchestra – Wonderland by Night - 3 Wochen (4. Februar – 24. Februar) - Bobby Vee – Rubber Ball - 3 Wochen (25. Februar – 17. März) - Crash Craddock – One Last Kiss - 1 Woche (18. März – 24. März) - Elvis Presley – Wooden Heart - 4 Wochen (25. März – 21. April) - Elvis Presley – Surrender - 3 Wochen (22. April – 12. Mai) - Del Shannon – Runaway - 6 Wochen (13. Mai – 23. Juni) - Andy Stewart – A Scottish Soldier - 1 Woche (24. Juni – 30. Juni) - Ricky Nelson – Travelin’ Man / Hello Mary Lou - 5 Wochen (1. Juli – 4. August) - Eddie Hodges – I’m Gonna Knock on Your Door - 7 Wochen (5. August – 22. September) - The Highwaymen – Michael - 1 Woche (23. September – 29. September) - Johnny O’Keefe – I’m Counting on You / Right Now - 3 Wochen (30. September – 20. Oktober) - Bob Moore and His Orchestra – Mexico - 2 Wochen (21. Oktober – 3. November) - Roy Orbison – Crying / Candy Man - 3 Wochen (4. November – 24. November) - James Darren – Goodbye, Cruel World - 3 Wochen (25. November – 8. Dezember) - Charlie Drake – My Boomerang Won’t Come Back - 6 Wochen (9. Dezember 1961 – 19. Januar 1962) |

Siehe auch: Nummer-eins-Hits 1961 in  Belgien, Deutschland, Frankreich, Italien, den Niederlanden, Norwegen, Spanien, den Vereinigten Staaten und im Vereinigten Königreich.